# ایدن (مریلند)
ایدن (به انگلیسی: Eden) شهری در ایالت مریلند کشور ایالات متحده آمریکا است که جمعیت آن در سرشماری سال ۲۰۱۰ میلادی، ۸۲۳ نفر بوده‌است.